# 順天市

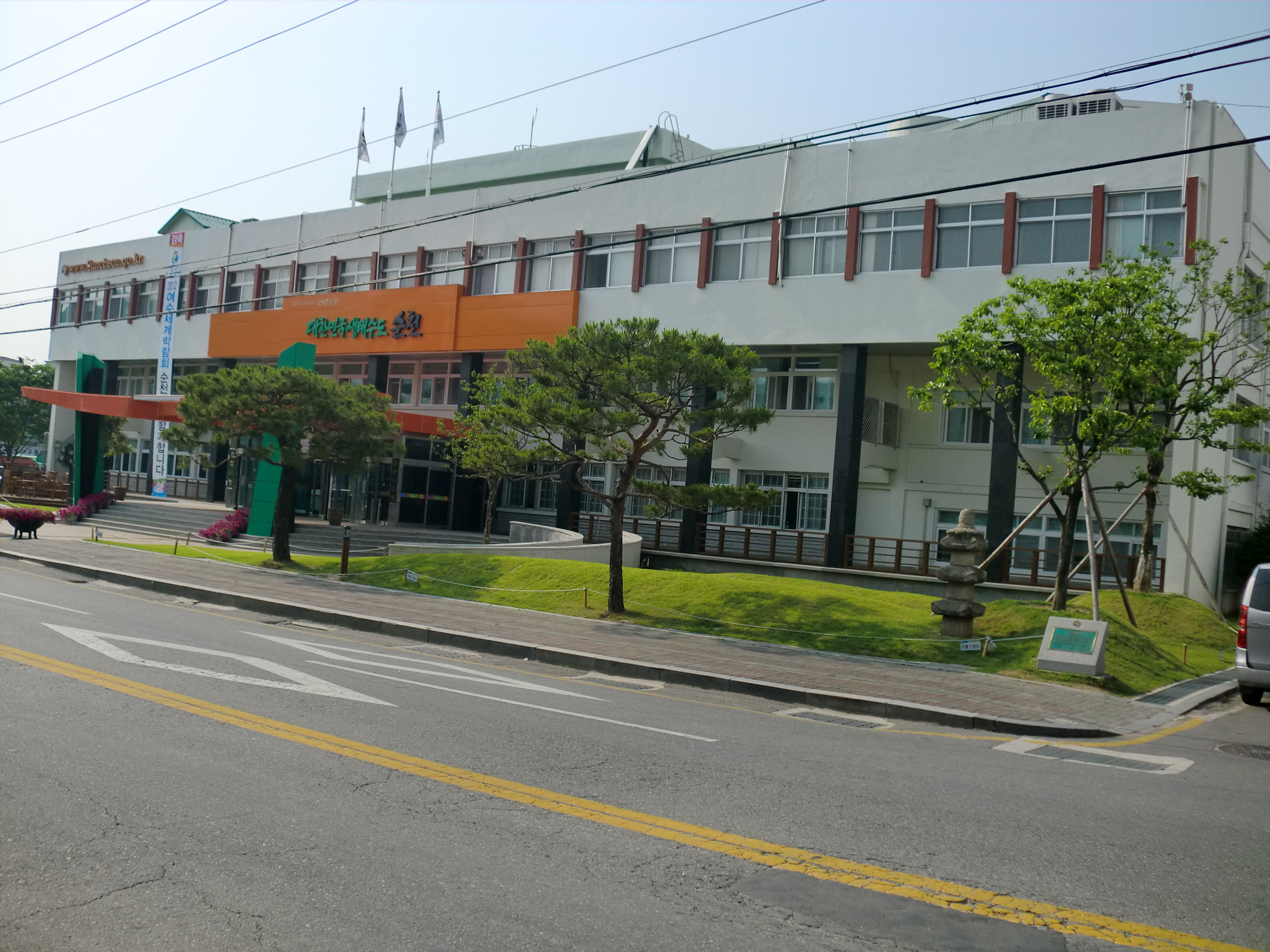
順天市庁

順天市（スンチョンし）は、大韓民国全羅南道東南部の市。
16世紀末に日本軍が築いた順天倭城が残る。2013年に順天湾国際庭園博覧会（国際園芸博覧会）が開催されている。

## 概要
朝鮮半島南海岸地帯に位置し、東は全羅南道光陽市・求礼郡、西は和順郡・宝城郡、北は谷城郡、南は麗水市と接し、一部は順天湾および光陽湾に面する。干潟が広がり、ヨシ、シチメンソウの群落がある順天湾にはヤマトオサガニなどの甲殻類、魚介類、ベンガルヤマネコなどが生息し、ナベヅル、クロツラヘラサギ、オジロワシ、カラフトアオアシシギ、ヘラシギ、ゴビズキンカモメ、ツクシガモ、ダイシャクシギ、ズグロカモメ、シロチドリ、ホウロクシギ、マナヅルなどの飛来地になっており、ラムサール条約に登録されている。また、内陸部にも生物多様性に富む母后山や曹渓山があり、海の干潟と伊沙川、海龍川などの河川でつないでおり、市域は2018年にユネスコの生物圏保護区に指定された。
人口は2000年に27万に達した後は横ばいである。外国人人口は約1600人で、うち約700人が中国人。日本人は約60人（2009年現在）。
なお、朝鮮民主主義人民共和国平安南道にはハングル表記が同じ順川市があり、翻訳時に漢字表記が混同されることがある。

## 歴史

### 順天市
- 1949年
  - 8月13日 - 順天郡順天邑・道沙面および海龍面の一部（旺之洞・照礼里・蓮香里）が順天府に昇格。[5]
  - 8月15日 - 順天府が順天市に改称。
- 1995年
  - 1月1日 - 順天市・昇州郡が合併し、改めて順天市が発足。（1邑10面）[6]
  - 8月10日 - 住巌面楓橋里が文吉里に改称。[7]
- 2020年 - 東アジア文化都市に選定。

### 昇州郡（順天郡）
- 757年 - 昇平郡設置。
- 940年 - 昇州に改称。
- 1309年 - 昇州牧（地方長官所在地）に昇格。
- 1310年 - 順天に改称し、府に降格。
- 1350年（忠定王3年） - 麗水県に監務にが派遣されて、順天から分離された。
- 朝鮮時代に入った1396年に麗水県が再び順天の属県となった。
- 1409年（太宗9年）全羅道の属県・部曲がすべて廃止された。[8]この時、順天府には3属県2郷3所10個部曲があった。

麗水県、突山県、富有県、三日浦郷、正方郷、上伊沙所、豆仍只所、豆坪所、嘉音部曲、梨村部曲、竹青部曲、栗村部曲、進礼部曲、赤良部曲、召羅浦部曲、下伊沙部曲、別良部曲、松林部曲
- 1413年（太宗13年） - 朝鮮初期の郡県制改編時には都護府に改編され順天都護府となる。朝鮮時代、順天都護府は全羅左道南部の中心的な役割を果たした。
- 1479年（成宗10年） - 旧・麗水県域に全羅左道水軍節度使営が設置されて全羅左道の海岸防御の軍事的要衝となった。
- 1597年 - 順天倭城築城。
- 1895年（高宗32年）の地方制度改正で南原府順天郡、1896年（高宗33年）に全羅南道順天郡となった。
- 1896年 - 一部が興陽郡・楽安郡・光陽郡の各一部と合併し、突山郡となる。龍頭面・海村面・西面・黄田面・月燈面・双岩面・住巌面・松光面・上沙面・下沙面・別良面・道理面・蘇安面・長平面・栗村面・召羅面・三日面・麗水面の18面を管轄する。
- 1897年 - 栗村面・召羅面・三日面・麗水面が麗水郡として分離。（14面）
- 1908年 - 楽安郡のうち、邑内面・内西面・外西面・東上面・東下面・草上面・草下面を編入。（21面）
- 1914年4月1日 - 郡面併合により、順天郡に以下の面が成立。（14面）
  - 西面・黄田面・月燈面・双岩面・住巌面・松光面・上沙面・別良面・順天面・海龍面・道沙面・東草面・外西面・楽安面

| 改編前                                                               | 改編後       |
| -------------------------------------------------------------------- | ------------ |
| 蘇安面、長平面                                                       | 順天面       |
| 海村面、龍頭面                                                       | 海龍面       |
| 邑内面、内西面                                                       | 楽安面       |
| 道理面、下沙面                                                       | 道沙面       |
| 東上面、東下面、草上面、草下面                                       | 東草面       |
| 西面、黄田面、月燈面、双岩面、住巌面、松光面、上沙面、別良面、外西面 | （変動なし） |
- 1929年4月1日 - 東草面を廃止し、楽安面・別良面および宝城郡筏橋面に分割編入。[9]（13面）

| 旧行政区域                                                         | 新行政区域                                                         |
| ------------------------------------------------------------------ | ------------------------------------------------------------------ |
| 順天郡東草面内雲里・龍陵里・李谷里・新基里                         | 順天郡楽安面内雲里・龍陵里・李谷里・新基里                         |
| 順天郡東草面琴峙里・竹山里・松基里・九龍里・斗庫里・元倉里・大龍里 | 順天郡別良面琴峙里・竹山里・松基里・九龍里・斗庫里・元倉里・大龍里 |
| 順天郡東草面虎東里・壮陽里・回亭里・鳳林里・蓮山里                 | 宝城郡筏橋面虎東里・壮陽里・回亭里・鳳林里・蓮山里                 |
- 1931年11月1日 - 順天面が順天邑に昇格。（1邑12面）[10]
- 1948年 - 麗水・順天事件
- 1949年8月13日 - 順天府の設置に伴い、既存の順天郡の名前を昇州郡に改称（11面）。[5]
- 1973年7月1日 （11面）
  - 双岩面石興里が楽安面に編入。
  - 宝城郡文徳面寒泉里が松光面に編入。
- 1983年2月15日 - 谷城郡石谷面の一部（雲龍里）が住巌面に編入。[11]（11面）
- 1985年10月1日（1邑10面）[12]
  - 昇州郡庁が双岩面に移転。
  - 双岩面が昇州邑に昇格。
- 1995年1月1日 - 昇州郡が順天市と合併し、改めて順天市が発足。昇州郡は廃止。[6]

## 行政

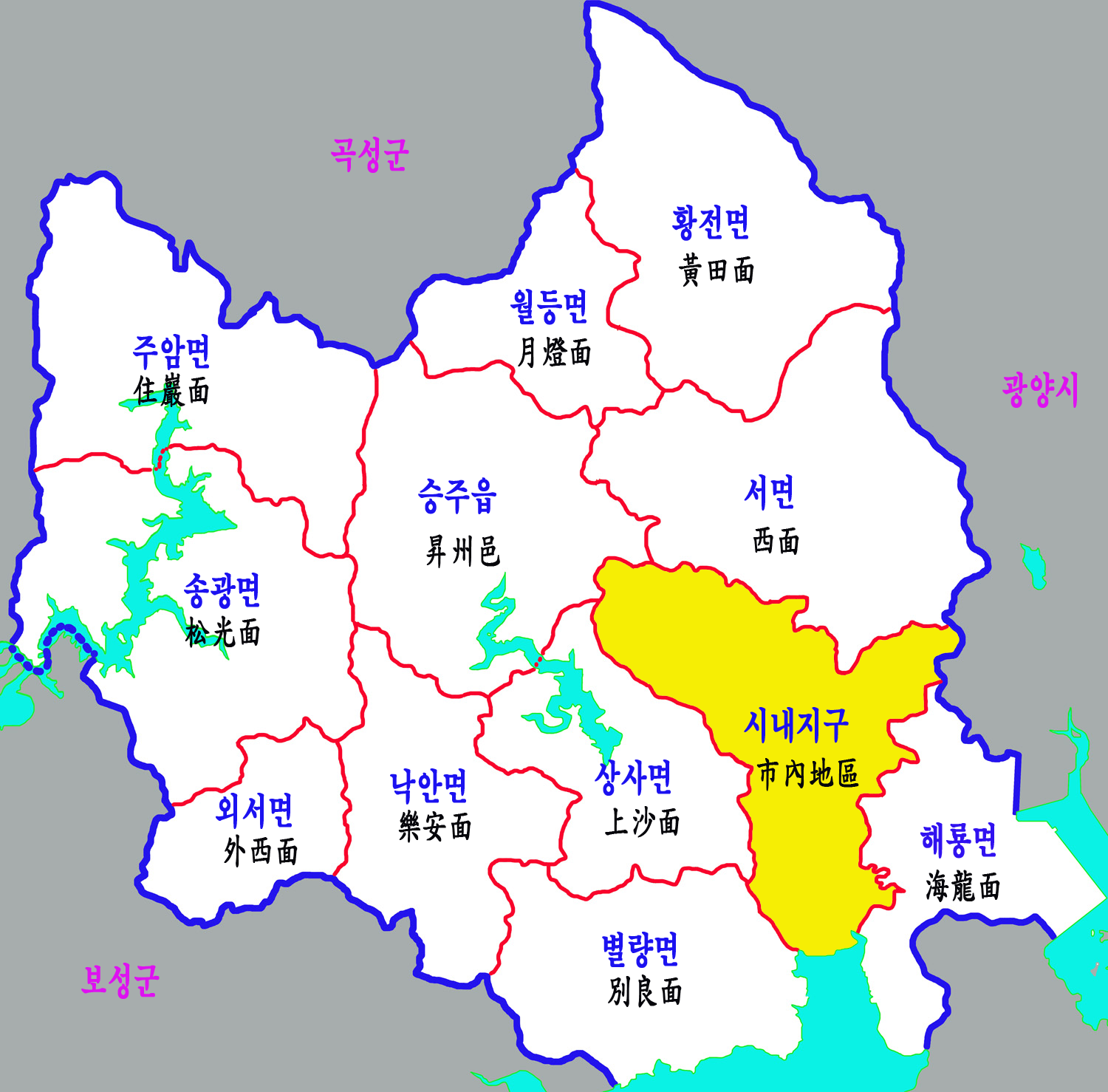
行政区域図

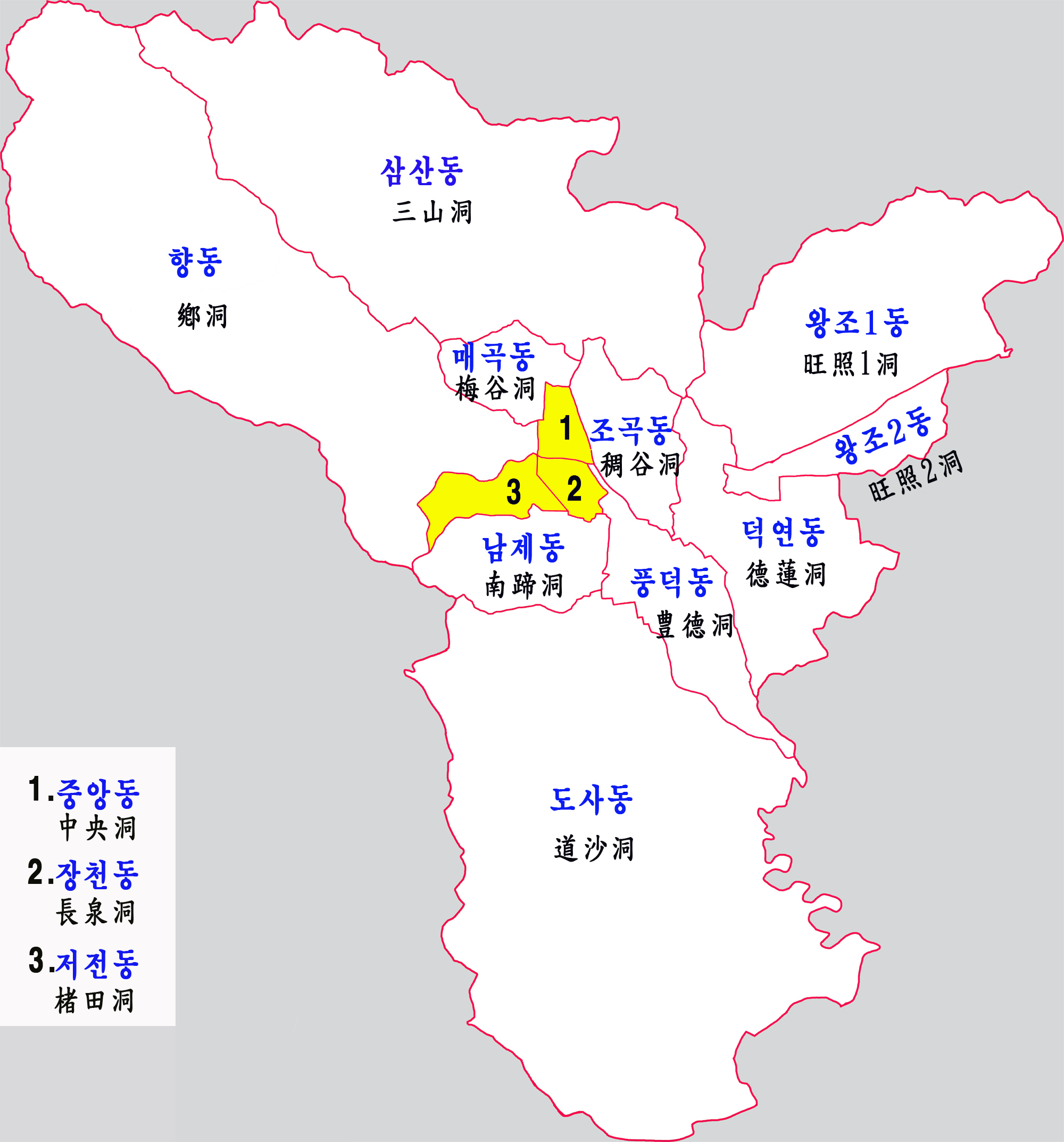
中心市街地の行政区域図

### 行政区域
| 行政洞・邑・面 | 法定洞・法定里 |
| -------------- | --- |
| 郷洞           | 三巨洞、臥龍洞、玉川洞、栄洞、金谷洞、幸洞 |
| 梅谷洞         | 梅谷洞 |
| 三山洞         | 佳谷洞、石峴洞、龍堂洞 |
| 稠谷洞         | 稠谷洞 |
| 徳蓮洞         | 徳岩洞、生木洞、蓮香洞 |
| 豊徳洞         | 豊徳洞 |
| 南蹄洞         | 南亭洞、麟蹄洞 |
| 楮田洞         | 楮田洞 |
| 長泉洞         | 長泉洞 |
| 中央洞         | 中央洞、南内洞、東外洞 |
| 道沙洞         | 橋良洞、大龍洞、鴻内洞、徳月洞、五泉洞、也興洞、仁月洞、安豊洞、大垈洞                                                                                         |
| 旺照1洞        | 旺之洞、照礼洞 |
| 旺照2洞        | 旺之洞、照礼洞、蓮香洞 |
| 昇州邑         | 九江里、南江里、道亭里、斗月里、鳳徳里、西坪里、新星里、新田里、新鶴里、月渓里、柳坪里、酉興里、竹鶴里、平中里                                                 |
| 西面           | 九万里、飛月里、鴨谷里、船坪里、池本里、東山里、九上里、大九里、雲坪里、竹坪里、板橋里、興垈里、鶴口里、清所里                                                 |
| 黄田面         | 槐木里、琴坪里、内九里、大峙里、徳林里、毛田里、鳳徳里、飛村里、仙辺里、水坪里、月山里、竹内里、竹清里、平村里、黄鶴里、回龍里                                 |
| 月灯面         | 葛坪里、桂月里、農善里、大坪里、望龍里、松泉里、新月里、雲月里、月林里、月龍里                                                                                 |
| 住岩面         | 渇馬里、古山里、広川里、九山里、弓角里、大光里、大九里、文吉里、白鹿里、福多里、飛龍里、於旺里、五山里、蓼谷里、雲龍里、住岩里、竹林里、倉村里、閑谷里、杏亭里 |
| 松光面         | 梧峰里、新興里、新坪里、洛水里、三清里、后谷里、月山里、大谷里、牛山里、徳山里、鳳山里、梨邑里、壮安里、九龍里、大興里                                         |
| 上沙面         | 道月里、馬輪里、蓬莱里、飛村里、双之里、五谷里、龍渓里、龍岩里、鷹嶺里、草谷里、屹山里                                                                         |
| 別良面         | 九龍里、琴峙里、大谷里、大龍里、徳亭里、東松里、斗庫里、馬山里、武風里、鳳林里、松基里、松鶴里、双林里、牛山里、雲川里、元倉里、竹山里、鶴山里                 |
| 海龍面         | 南佳里、弄珠里、大安里、道弄里、福星里、上内里、上三里、船月里、仙鶴里、星山里、新垈里、新城里、龍田里、月田里、中興里、下沙里、海倉里、狐頭里                 |
| 外西面         | 錦城里、道新里、盤龍里、新徳里、双栗里、月岩里、長山里、花田里                                                                                                 |
| 楽安面         | 検岩里、校村里、金山里、南内里、内雲里、東内里、木村里、上松里、西内里、石興里、城北里、新基里、玉山里、龍陵里、李谷里、昌寧里、平沙里、平村里、下松里         |

海龍面は韓国の面で最も人口が多い。

### 警察
- 順天警察署

### 消防
- 順天消防署（西面にある）
  - 楮田119安全センター
  - 旺照119安全センター
  - 蓮香119安全センター
  - 昇州119安全センター

## 経済
金属鋳造、製鋼、製鉄業が盛ん。

## 観光

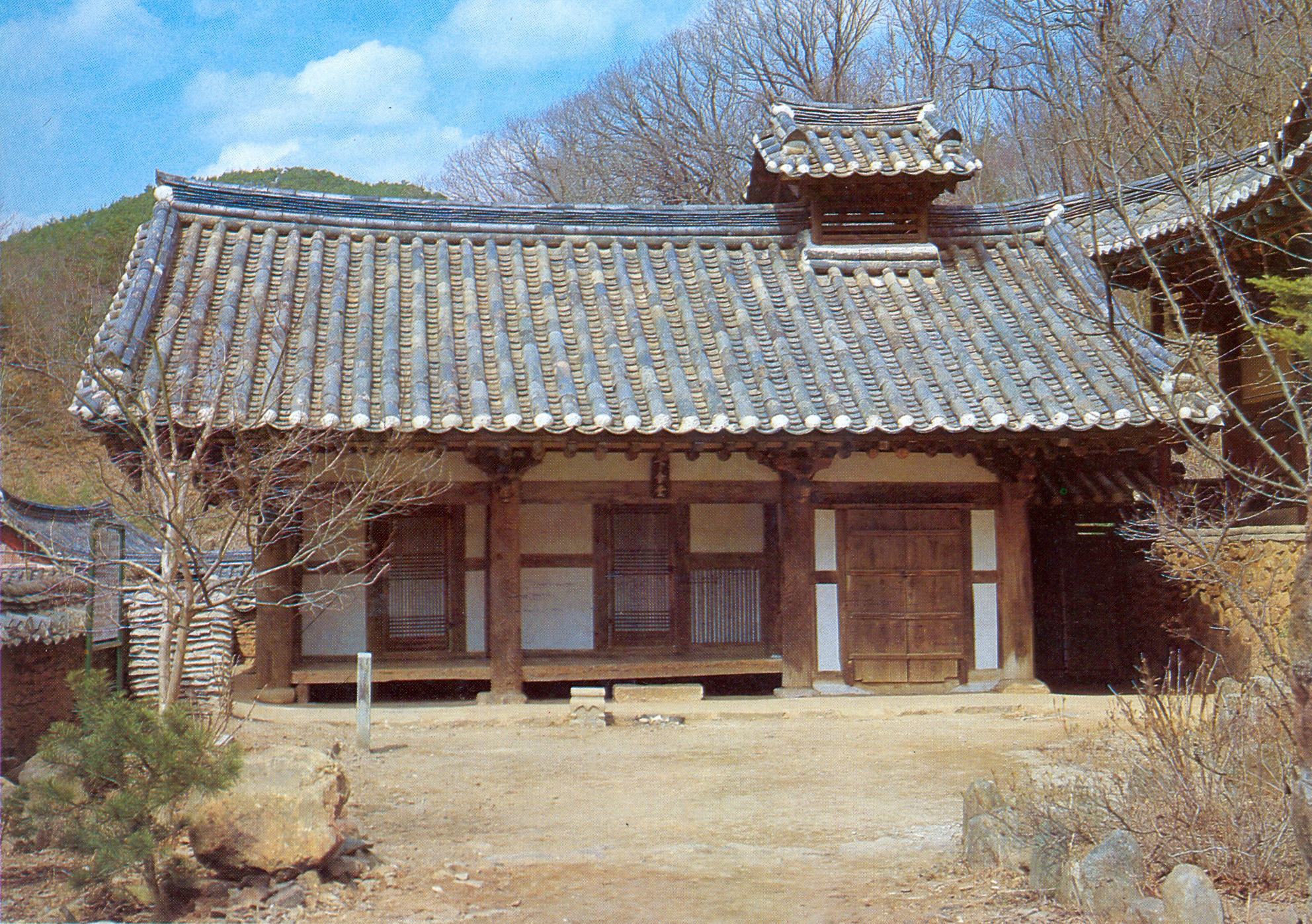
松広寺の下舎堂

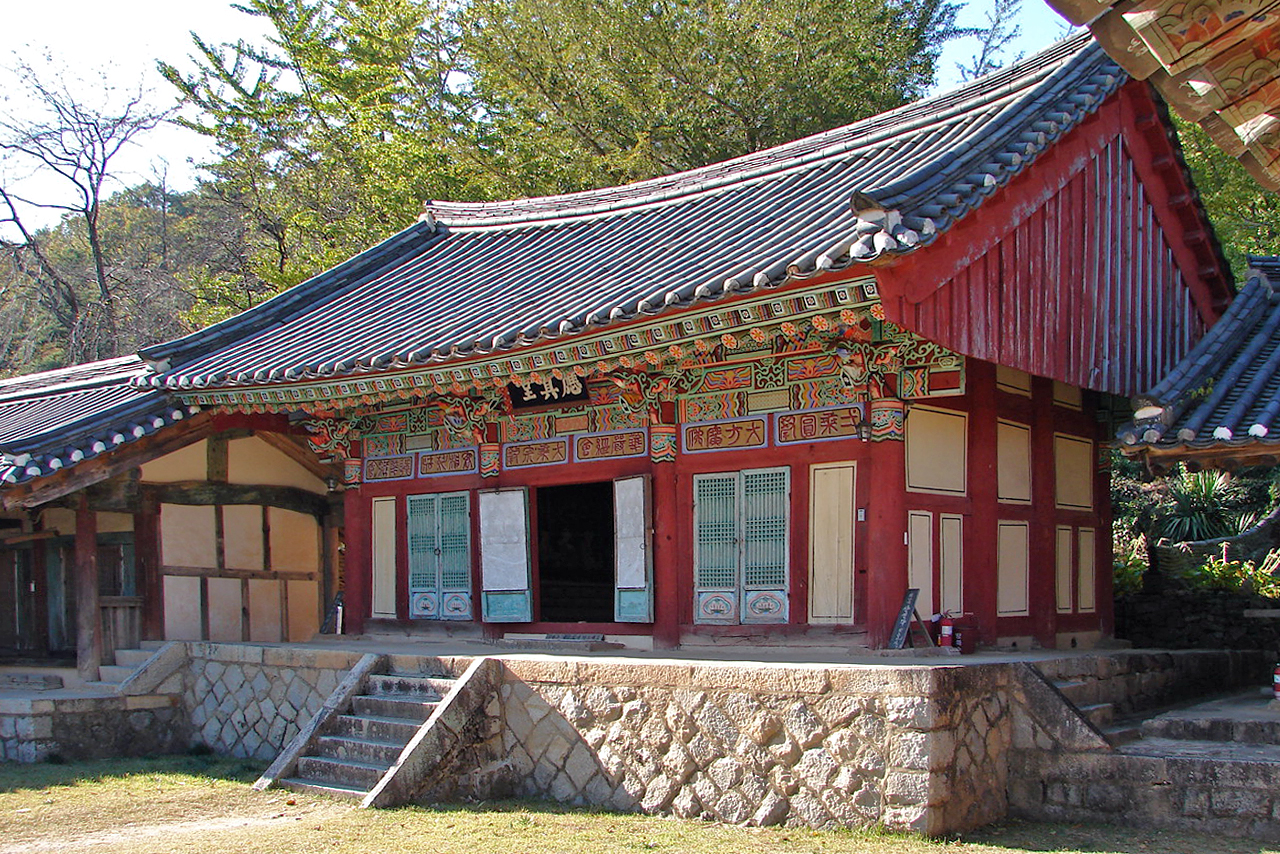
仙巌寺・応真堂

「10景10味」をコンセプトとしている。
10景
- 順天倭城 （海龍面）

慶長の役で小西行長が1597年に築いた日本式の城。順天市東南部の光陽湾に面した小山に今も当時の石垣や空堀が残る。1598年10月小西行長らが順天倭城で明・朝鮮軍による攻撃を受けたが撃退した（順天倭城の戦い）。
- 楽安邑城（楽安面）

順天市街地から西に約22km離れた、楽安面東内里･西内里･南内里地域に所在する。李氏朝鮮時代、倭寇の襲撃に備えて築造されたとされる土城を元に、17世紀前半に作られた約1･4kmの石積みの城郭や、城郭の内外の住居等で構成される。1983年に史跡地に指定された後、一部の補修･復元や整備を経て現在に至る。この地方の伝統的な民家が今も残るだけでなく、テーマパーク的な他の民俗村とは異なり実際に200名以上の住民の生活が営まれている。
- 順天湾国家庭園

2013年に順天湾国際庭園博覧会として開催された。日本の庭園は、姉妹都市の鹿児島県出水市が代表として造った。閉幕後は、順天湾国家庭園となり写真映えの良い観光地ともなっている。
- 松広寺（松光面）

韓国仏教の最大宗派である曹渓宗に属する寺。海印寺、通度寺と共に韓国内で三宝寺刹と呼ばれ、韓国仏教界を代表する僧侶の修行･育成の寺として知られる。
- 仙巌寺（昇州邑）
- 順天ドラマ撮影場
- 順天伝統野生茶体験館
- ドルメン公園
- 順天湾
- 住岩湖・上沙湖
- 臥温海岸・花浦海岸

### 10味
- イヌヤクシソウ
- ハイガイのフェ
- ワラスボの和え物
- ウナギの蒲焼き
- ヤギのトッカルビ
- イイダコの焼き物
- 智異山の韓牛
- ムツゴロウ
- カラシナのキムチ
- 海鮮スープ

## 気候
- 最高気温極値: 39.4℃（1994年7月24日）
- 最低気温極値: −16.0℃（2001年1月15日）

|               | 1月  | 2月  | 3月  | 4月   | 5月   | 6月   | 7月   | 8月   | 9月   | 10月 | 11月 | 12月 | 年     |
| ------------- | ---- | ---- | ---- | ----- | ----- | ----- | ----- | ----- | ----- | ---- | ---- | ---- | ------ |
| 平均気温（C） | −0.5 | 1.2  | 5.9  | 12.1  | 16.9  | 21.2  | 24.9  | 25.2  | 22.2  | 13.8 | 7.2  | 1.5  | 12.5   |
| 最高気温（C） | 5.5  | 7.6  | 12.9 | 19.6  | 24.1  | 27.2  | 29.7  | 30.7  | 26.8  | 21.7 | 14.6 | 8.4  | 19.1   |
| 最低気温（C） | −5.3 | −4.2 | −0.1 | 5.2   | 10.3  | 16.2  | 21.1  | 21.2  | 15.6  | 8.2  | 1.8  | −3.6 | 7.2    |
| 降水量（mm）  | 32.4 | 43.7 | 66.4 | 111.3 | 115.1 | 217.2 | 303.5 | 304.8 | 156.4 | 59.0 | 51.0 | 26.7 | 1487.6 |

## 交通

### 鉄道
- 韓国鉄道公社（KORAIL）
  - 全羅線：求礼口駅 - 鳳徳駅 - 槐木駅 - 開雲駅 - 東雲駅 - 順天駅 - 星山駅
  - 慶全線：平和駅 - 順天駅 - 元倉駅 - 九龍駅
  - 全慶三角線：星山駅

全羅線には龍山駅（ソウル特別市）よりKTXが乗り入れる。市内は順天駅に全列車が停車、求礼口駅に一部列車停車。龍山駅 - 順天駅間は約2時間40分。また、ITX-セマウル・ムグンファ号・観光列車S-Trainも全列車が求礼口駅と順天駅に停車する。
慶全線は順天駅で大半の列車の運行系統が分割されている。晋州駅方面および西光州駅方面のムグンファ号が発着するが、いずれも本数は非常に少ない。また、龍山駅 - 西光州駅 - 順天駅間の長距離ムグンファ号の終着駅ともなっている。

### バス
- 順天総合バスターミナル 　順天駅より1km西に位置する。
  - 高速バスは、ソウル高速バスターミナル(湖南線)へは40分間隔で、所要時間3時間35分。その他仁川国際空港・釜山総合高速バスターミナルなどへの便がある。
  - 市外バスは、釜山西部バスターミナルへは1時間1～3本の運行で所要時間2時間40分。光州へは30分間隔で所要時間1時間20分。麗水へは10分間隔の運行。その他全州・晋州・馬山(昌原市)・海南郡・康津郡・高興郡等への便がある。
- 市内バスはキャッシュビー（マイビカード）、Tマネー、ハンペイが利用できる。

### 高速道路
- 湖南高速道路(25号線)
  - 西順天インターチェンジ - 順天サービスエリア（順天方向のみ）- 昇州インターチェンジ - 住岩インターチェンジ - 住岩サービスエリア
- 南海高速道路(10号線)
  - 西順天インターチェンジ - 順天インターチェンジ - 順天ジャンクション
- 順天-完州高速道路(27号線)
  - 順天ジャンクション - 黄田インターチェンジ - 黄田サービスエリア

### 航空
最寄りの空港は麗水空港で、順天市にも近い場所にあるため、韓国の時刻表には「麗水／順天」と表記されている。

## 姉妹都市
- アメリカ合衆国ミズーリ州 コロンビア
- 日本 鹿児島県 出水市
- 慶尚南道 晋州市
- ソウル特別市 陽川区
- ソウル特別市

## メディア

### テレビ局
- KBS順天放送局

### ラジオ局
- 全南基督教放送(CBS)

### 中継局設置
麗水文化放送(麗水MBC)・光州放送(KBC・SBS (韓国)系列)